# Tân Điền (xã)
Tân Điền là một xã ven biển thuộc tỉnh Đồng Tháp, Việt Nam.

## Địa lý
Xã Tân Điền nằm ở phía đông tỉnh Đồng Tháp, có vị trí địa lý:
- Phía đông giáp Biển Đông.
- Phía tây giáp phường Long Thuận.
- Phía nam giáp xã Gò Công Đông và xã Tân Hòa.
- Phía bắc giáp xã Gia Thuận và xã Tân Đông.

Xã Tân Điền có diện tích 39,01 km², dân số năm 2025 là 22.130 người, mật độ dân số đạt 567 người/km².

## Lịch sử
Sau năm 1975, Tân Điền là một xã thuộc huyện Gò Công cũ.
Ngày 13 tháng 4 năm 1979, Hội đồng Chính phủ ban hành Quyết định số 155-CP. Theo đó, chia huyện Gò Công thành hai huyện Gò Công Đông và Gò Công Tây, xã Tân Điền thuộc huyện Gò Công Đông như hiện nay.
Ngày 16 tháng 6 năm 2025, Ủy ban Thường vụ Quốc hội ban hành Nghị quyết số 1663/NQ-UBTVQH15 về việc sắp xếp các đơn vị hành chính cấp xã của tỉnh Đồng Tháp năm 2025. Theo đó, sắp xếp toàn bộ diện tích tự nhiên, quy mô dân số của xã Bình Ân và Tân Điền thành xã mới có tên gọi là xã Tân Điền.
Sau khi sáp nhập, xã Tân Điền có 39,01 km² diện tích tự nhiên và dân số 22.130 người.